# 科托拉
科托拉是哥倫比亞的城鎮，位於該國西北部，由科爾多瓦省負責管轄，距離首府蒙特里亞45公里，始建於1990年，面積89平方公里，海拔高度6米，2005年人口15,037。

## 外部連結
- （西班牙文） Gobernacion de Cordoba - Cotorra[永久]

9°03′N 75°48′W / 9.05°N 75.8°W